# Аргентинська тема
Аргенти́нська те́ма — тема в шаховій композиції в двоходівці на прямий мат. Суть теми — вступний хід білих створює батарею з самозв'язуванням своїх двох фігур, у варіантах чорні почергово розв'язують ці фігури.

## Історія

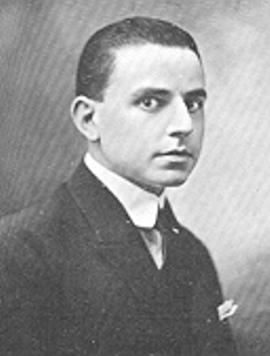
Арнольдо Еллерман

Ідею запропонували шахові композитори з Аргентини, зокрема Арнольдо Еллерман (12.01.1893 — 21.11.1969).
 Для створення батареї білі роблять вступний хід, але в результаті цього дві білі фігури опиняються в зв'язці. У варіантах захисту чорні почергово змушені ці фігури розв'язувати, внаслідок цього виникають мати.
Назва ідеї походить від географічного проживання шахових композиторів, які її відкрили — аргентинська тема.
|   | a | b | c | d | e | f | g | h |   |
| 8 | a8 білий слон · d8 чорний слон · e7 білий ферзь · h7 чорний ферзь · c6 білий король · e6 білий кінь · f6 білий пішак · h6 чорний пішак · d5 білий кінь · h5 чорний пішак · e4 чорний король · g4 чорний слон · h4 біла тура · c3 білий слон · d3 чорний пішак · f3 чорна тура · d2 білий пішак | a8 білий слон · d8 чорний слон · e7 білий ферзь · h7 чорний ферзь · c6 білий король · e6 білий кінь · f6 білий пішак · h6 чорний пішак · d5 білий кінь · h5 чорний пішак · e4 чорний король · g4 чорний слон · h4 біла тура · c3 білий слон · d3 чорний пішак · f3 чорна тура · d2 білий пішак | a8 білий слон · d8 чорний слон · e7 білий ферзь · h7 чорний ферзь · c6 білий король · e6 білий кінь · f6 білий пішак · h6 чорний пішак · d5 білий кінь · h5 чорний пішак · e4 чорний король · g4 чорний слон · h4 біла тура · c3 білий слон · d3 чорний пішак · f3 чорна тура · d2 білий пішак | a8 білий слон · d8 чорний слон · e7 білий ферзь · h7 чорний ферзь · c6 білий король · e6 білий кінь · f6 білий пішак · h6 чорний пішак · d5 білий кінь · h5 чорний пішак · e4 чорний король · g4 чорний слон · h4 біла тура · c3 білий слон · d3 чорний пішак · f3 чорна тура · d2 білий пішак | a8 білий слон · d8 чорний слон · e7 білий ферзь · h7 чорний ферзь · c6 білий король · e6 білий кінь · f6 білий пішак · h6 чорний пішак · d5 білий кінь · h5 чорний пішак · e4 чорний король · g4 чорний слон · h4 біла тура · c3 білий слон · d3 чорний пішак · f3 чорна тура · d2 білий пішак | a8 білий слон · d8 чорний слон · e7 білий ферзь · h7 чорний ферзь · c6 білий король · e6 білий кінь · f6 білий пішак · h6 чорний пішак · d5 білий кінь · h5 чорний пішак · e4 чорний король · g4 чорний слон · h4 біла тура · c3 білий слон · d3 чорний пішак · f3 чорна тура · d2 білий пішак | a8 білий слон · d8 чорний слон · e7 білий ферзь · h7 чорний ферзь · c6 білий король · e6 білий кінь · f6 білий пішак · h6 чорний пішак · d5 білий кінь · h5 чорний пішак · e4 чорний король · g4 чорний слон · h4 біла тура · c3 білий слон · d3 чорний пішак · f3 чорна тура · d2 білий пішак | a8 білий слон · d8 чорний слон · e7 білий ферзь · h7 чорний ферзь · c6 білий король · e6 білий кінь · f6 білий пішак · h6 чорний пішак · d5 білий кінь · h5 чорний пішак · e4 чорний король · g4 чорний слон · h4 біла тура · c3 білий слон · d3 чорний пішак · f3 чорна тура · d2 білий пішак | 8 |
| 7 | a8 білий слон · d8 чорний слон · e7 білий ферзь · h7 чорний ферзь · c6 білий король · e6 білий кінь · f6 білий пішак · h6 чорний пішак · d5 білий кінь · h5 чорний пішак · e4 чорний король · g4 чорний слон · h4 біла тура · c3 білий слон · d3 чорний пішак · f3 чорна тура · d2 білий пішак | a8 білий слон · d8 чорний слон · e7 білий ферзь · h7 чорний ферзь · c6 білий король · e6 білий кінь · f6 білий пішак · h6 чорний пішак · d5 білий кінь · h5 чорний пішак · e4 чорний король · g4 чорний слон · h4 біла тура · c3 білий слон · d3 чорний пішак · f3 чорна тура · d2 білий пішак | a8 білий слон · d8 чорний слон · e7 білий ферзь · h7 чорний ферзь · c6 білий король · e6 білий кінь · f6 білий пішак · h6 чорний пішак · d5 білий кінь · h5 чорний пішак · e4 чорний король · g4 чорний слон · h4 біла тура · c3 білий слон · d3 чорний пішак · f3 чорна тура · d2 білий пішак | a8 білий слон · d8 чорний слон · e7 білий ферзь · h7 чорний ферзь · c6 білий король · e6 білий кінь · f6 білий пішак · h6 чорний пішак · d5 білий кінь · h5 чорний пішак · e4 чорний король · g4 чорний слон · h4 біла тура · c3 білий слон · d3 чорний пішак · f3 чорна тура · d2 білий пішак | a8 білий слон · d8 чорний слон · e7 білий ферзь · h7 чорний ферзь · c6 білий король · e6 білий кінь · f6 білий пішак · h6 чорний пішак · d5 білий кінь · h5 чорний пішак · e4 чорний король · g4 чорний слон · h4 біла тура · c3 білий слон · d3 чорний пішак · f3 чорна тура · d2 білий пішак | a8 білий слон · d8 чорний слон · e7 білий ферзь · h7 чорний ферзь · c6 білий король · e6 білий кінь · f6 білий пішак · h6 чорний пішак · d5 білий кінь · h5 чорний пішак · e4 чорний король · g4 чорний слон · h4 біла тура · c3 білий слон · d3 чорний пішак · f3 чорна тура · d2 білий пішак | a8 білий слон · d8 чорний слон · e7 білий ферзь · h7 чорний ферзь · c6 білий король · e6 білий кінь · f6 білий пішак · h6 чорний пішак · d5 білий кінь · h5 чорний пішак · e4 чорний король · g4 чорний слон · h4 біла тура · c3 білий слон · d3 чорний пішак · f3 чорна тура · d2 білий пішак | a8 білий слон · d8 чорний слон · e7 білий ферзь · h7 чорний ферзь · c6 білий король · e6 білий кінь · f6 білий пішак · h6 чорний пішак · d5 білий кінь · h5 чорний пішак · e4 чорний король · g4 чорний слон · h4 біла тура · c3 білий слон · d3 чорний пішак · f3 чорна тура · d2 білий пішак | 7 |
| 6 | a8 білий слон · d8 чорний слон · e7 білий ферзь · h7 чорний ферзь · c6 білий король · e6 білий кінь · f6 білий пішак · h6 чорний пішак · d5 білий кінь · h5 чорний пішак · e4 чорний король · g4 чорний слон · h4 біла тура · c3 білий слон · d3 чорний пішак · f3 чорна тура · d2 білий пішак | a8 білий слон · d8 чорний слон · e7 білий ферзь · h7 чорний ферзь · c6 білий король · e6 білий кінь · f6 білий пішак · h6 чорний пішак · d5 білий кінь · h5 чорний пішак · e4 чорний король · g4 чорний слон · h4 біла тура · c3 білий слон · d3 чорний пішак · f3 чорна тура · d2 білий пішак | a8 білий слон · d8 чорний слон · e7 білий ферзь · h7 чорний ферзь · c6 білий король · e6 білий кінь · f6 білий пішак · h6 чорний пішак · d5 білий кінь · h5 чорний пішак · e4 чорний король · g4 чорний слон · h4 біла тура · c3 білий слон · d3 чорний пішак · f3 чорна тура · d2 білий пішак | a8 білий слон · d8 чорний слон · e7 білий ферзь · h7 чорний ферзь · c6 білий король · e6 білий кінь · f6 білий пішак · h6 чорний пішак · d5 білий кінь · h5 чорний пішак · e4 чорний король · g4 чорний слон · h4 біла тура · c3 білий слон · d3 чорний пішак · f3 чорна тура · d2 білий пішак | a8 білий слон · d8 чорний слон · e7 білий ферзь · h7 чорний ферзь · c6 білий король · e6 білий кінь · f6 білий пішак · h6 чорний пішак · d5 білий кінь · h5 чорний пішак · e4 чорний король · g4 чорний слон · h4 біла тура · c3 білий слон · d3 чорний пішак · f3 чорна тура · d2 білий пішак | a8 білий слон · d8 чорний слон · e7 білий ферзь · h7 чорний ферзь · c6 білий король · e6 білий кінь · f6 білий пішак · h6 чорний пішак · d5 білий кінь · h5 чорний пішак · e4 чорний король · g4 чорний слон · h4 біла тура · c3 білий слон · d3 чорний пішак · f3 чорна тура · d2 білий пішак | a8 білий слон · d8 чорний слон · e7 білий ферзь · h7 чорний ферзь · c6 білий король · e6 білий кінь · f6 білий пішак · h6 чорний пішак · d5 білий кінь · h5 чорний пішак · e4 чорний король · g4 чорний слон · h4 біла тура · c3 білий слон · d3 чорний пішак · f3 чорна тура · d2 білий пішак | a8 білий слон · d8 чорний слон · e7 білий ферзь · h7 чорний ферзь · c6 білий король · e6 білий кінь · f6 білий пішак · h6 чорний пішак · d5 білий кінь · h5 чорний пішак · e4 чорний король · g4 чорний слон · h4 біла тура · c3 білий слон · d3 чорний пішак · f3 чорна тура · d2 білий пішак | 6 |
| 5 | a8 білий слон · d8 чорний слон · e7 білий ферзь · h7 чорний ферзь · c6 білий король · e6 білий кінь · f6 білий пішак · h6 чорний пішак · d5 білий кінь · h5 чорний пішак · e4 чорний король · g4 чорний слон · h4 біла тура · c3 білий слон · d3 чорний пішак · f3 чорна тура · d2 білий пішак | a8 білий слон · d8 чорний слон · e7 білий ферзь · h7 чорний ферзь · c6 білий король · e6 білий кінь · f6 білий пішак · h6 чорний пішак · d5 білий кінь · h5 чорний пішак · e4 чорний король · g4 чорний слон · h4 біла тура · c3 білий слон · d3 чорний пішак · f3 чорна тура · d2 білий пішак | a8 білий слон · d8 чорний слон · e7 білий ферзь · h7 чорний ферзь · c6 білий король · e6 білий кінь · f6 білий пішак · h6 чорний пішак · d5 білий кінь · h5 чорний пішак · e4 чорний король · g4 чорний слон · h4 біла тура · c3 білий слон · d3 чорний пішак · f3 чорна тура · d2 білий пішак | a8 білий слон · d8 чорний слон · e7 білий ферзь · h7 чорний ферзь · c6 білий король · e6 білий кінь · f6 білий пішак · h6 чорний пішак · d5 білий кінь · h5 чорний пішак · e4 чорний король · g4 чорний слон · h4 біла тура · c3 білий слон · d3 чорний пішак · f3 чорна тура · d2 білий пішак | a8 білий слон · d8 чорний слон · e7 білий ферзь · h7 чорний ферзь · c6 білий король · e6 білий кінь · f6 білий пішак · h6 чорний пішак · d5 білий кінь · h5 чорний пішак · e4 чорний король · g4 чорний слон · h4 біла тура · c3 білий слон · d3 чорний пішак · f3 чорна тура · d2 білий пішак | a8 білий слон · d8 чорний слон · e7 білий ферзь · h7 чорний ферзь · c6 білий король · e6 білий кінь · f6 білий пішак · h6 чорний пішак · d5 білий кінь · h5 чорний пішак · e4 чорний король · g4 чорний слон · h4 біла тура · c3 білий слон · d3 чорний пішак · f3 чорна тура · d2 білий пішак | a8 білий слон · d8 чорний слон · e7 білий ферзь · h7 чорний ферзь · c6 білий король · e6 білий кінь · f6 білий пішак · h6 чорний пішак · d5 білий кінь · h5 чорний пішак · e4 чорний король · g4 чорний слон · h4 біла тура · c3 білий слон · d3 чорний пішак · f3 чорна тура · d2 білий пішак | a8 білий слон · d8 чорний слон · e7 білий ферзь · h7 чорний ферзь · c6 білий король · e6 білий кінь · f6 білий пішак · h6 чорний пішак · d5 білий кінь · h5 чорний пішак · e4 чорний король · g4 чорний слон · h4 біла тура · c3 білий слон · d3 чорний пішак · f3 чорна тура · d2 білий пішак | 5 |
| 4 | a8 білий слон · d8 чорний слон · e7 білий ферзь · h7 чорний ферзь · c6 білий король · e6 білий кінь · f6 білий пішак · h6 чорний пішак · d5 білий кінь · h5 чорний пішак · e4 чорний король · g4 чорний слон · h4 біла тура · c3 білий слон · d3 чорний пішак · f3 чорна тура · d2 білий пішак | a8 білий слон · d8 чорний слон · e7 білий ферзь · h7 чорний ферзь · c6 білий король · e6 білий кінь · f6 білий пішак · h6 чорний пішак · d5 білий кінь · h5 чорний пішак · e4 чорний король · g4 чорний слон · h4 біла тура · c3 білий слон · d3 чорний пішак · f3 чорна тура · d2 білий пішак | a8 білий слон · d8 чорний слон · e7 білий ферзь · h7 чорний ферзь · c6 білий король · e6 білий кінь · f6 білий пішак · h6 чорний пішак · d5 білий кінь · h5 чорний пішак · e4 чорний король · g4 чорний слон · h4 біла тура · c3 білий слон · d3 чорний пішак · f3 чорна тура · d2 білий пішак | a8 білий слон · d8 чорний слон · e7 білий ферзь · h7 чорний ферзь · c6 білий король · e6 білий кінь · f6 білий пішак · h6 чорний пішак · d5 білий кінь · h5 чорний пішак · e4 чорний король · g4 чорний слон · h4 біла тура · c3 білий слон · d3 чорний пішак · f3 чорна тура · d2 білий пішак | a8 білий слон · d8 чорний слон · e7 білий ферзь · h7 чорний ферзь · c6 білий король · e6 білий кінь · f6 білий пішак · h6 чорний пішак · d5 білий кінь · h5 чорний пішак · e4 чорний король · g4 чорний слон · h4 біла тура · c3 білий слон · d3 чорний пішак · f3 чорна тура · d2 білий пішак | a8 білий слон · d8 чорний слон · e7 білий ферзь · h7 чорний ферзь · c6 білий король · e6 білий кінь · f6 білий пішак · h6 чорний пішак · d5 білий кінь · h5 чорний пішак · e4 чорний король · g4 чорний слон · h4 біла тура · c3 білий слон · d3 чорний пішак · f3 чорна тура · d2 білий пішак | a8 білий слон · d8 чорний слон · e7 білий ферзь · h7 чорний ферзь · c6 білий король · e6 білий кінь · f6 білий пішак · h6 чорний пішак · d5 білий кінь · h5 чорний пішак · e4 чорний король · g4 чорний слон · h4 біла тура · c3 білий слон · d3 чорний пішак · f3 чорна тура · d2 білий пішак | a8 білий слон · d8 чорний слон · e7 білий ферзь · h7 чорний ферзь · c6 білий король · e6 білий кінь · f6 білий пішак · h6 чорний пішак · d5 білий кінь · h5 чорний пішак · e4 чорний король · g4 чорний слон · h4 біла тура · c3 білий слон · d3 чорний пішак · f3 чорна тура · d2 білий пішак | 4 |
| 3 | a8 білий слон · d8 чорний слон · e7 білий ферзь · h7 чорний ферзь · c6 білий король · e6 білий кінь · f6 білий пішак · h6 чорний пішак · d5 білий кінь · h5 чорний пішак · e4 чорний король · g4 чорний слон · h4 біла тура · c3 білий слон · d3 чорний пішак · f3 чорна тура · d2 білий пішак | a8 білий слон · d8 чорний слон · e7 білий ферзь · h7 чорний ферзь · c6 білий король · e6 білий кінь · f6 білий пішак · h6 чорний пішак · d5 білий кінь · h5 чорний пішак · e4 чорний король · g4 чорний слон · h4 біла тура · c3 білий слон · d3 чорний пішак · f3 чорна тура · d2 білий пішак | a8 білий слон · d8 чорний слон · e7 білий ферзь · h7 чорний ферзь · c6 білий король · e6 білий кінь · f6 білий пішак · h6 чорний пішак · d5 білий кінь · h5 чорний пішак · e4 чорний король · g4 чорний слон · h4 біла тура · c3 білий слон · d3 чорний пішак · f3 чорна тура · d2 білий пішак | a8 білий слон · d8 чорний слон · e7 білий ферзь · h7 чорний ферзь · c6 білий король · e6 білий кінь · f6 білий пішак · h6 чорний пішак · d5 білий кінь · h5 чорний пішак · e4 чорний король · g4 чорний слон · h4 біла тура · c3 білий слон · d3 чорний пішак · f3 чорна тура · d2 білий пішак | a8 білий слон · d8 чорний слон · e7 білий ферзь · h7 чорний ферзь · c6 білий король · e6 білий кінь · f6 білий пішак · h6 чорний пішак · d5 білий кінь · h5 чорний пішак · e4 чорний король · g4 чорний слон · h4 біла тура · c3 білий слон · d3 чорний пішак · f3 чорна тура · d2 білий пішак | a8 білий слон · d8 чорний слон · e7 білий ферзь · h7 чорний ферзь · c6 білий король · e6 білий кінь · f6 білий пішак · h6 чорний пішак · d5 білий кінь · h5 чорний пішак · e4 чорний король · g4 чорний слон · h4 біла тура · c3 білий слон · d3 чорний пішак · f3 чорна тура · d2 білий пішак | a8 білий слон · d8 чорний слон · e7 білий ферзь · h7 чорний ферзь · c6 білий король · e6 білий кінь · f6 білий пішак · h6 чорний пішак · d5 білий кінь · h5 чорний пішак · e4 чорний король · g4 чорний слон · h4 біла тура · c3 білий слон · d3 чорний пішак · f3 чорна тура · d2 білий пішак | a8 білий слон · d8 чорний слон · e7 білий ферзь · h7 чорний ферзь · c6 білий король · e6 білий кінь · f6 білий пішак · h6 чорний пішак · d5 білий кінь · h5 чорний пішак · e4 чорний король · g4 чорний слон · h4 біла тура · c3 білий слон · d3 чорний пішак · f3 чорна тура · d2 білий пішак | 3 |
| 2 | a8 білий слон · d8 чорний слон · e7 білий ферзь · h7 чорний ферзь · c6 білий король · e6 білий кінь · f6 білий пішак · h6 чорний пішак · d5 білий кінь · h5 чорний пішак · e4 чорний король · g4 чорний слон · h4 біла тура · c3 білий слон · d3 чорний пішак · f3 чорна тура · d2 білий пішак | a8 білий слон · d8 чорний слон · e7 білий ферзь · h7 чорний ферзь · c6 білий король · e6 білий кінь · f6 білий пішак · h6 чорний пішак · d5 білий кінь · h5 чорний пішак · e4 чорний король · g4 чорний слон · h4 біла тура · c3 білий слон · d3 чорний пішак · f3 чорна тура · d2 білий пішак | a8 білий слон · d8 чорний слон · e7 білий ферзь · h7 чорний ферзь · c6 білий король · e6 білий кінь · f6 білий пішак · h6 чорний пішак · d5 білий кінь · h5 чорний пішак · e4 чорний король · g4 чорний слон · h4 біла тура · c3 білий слон · d3 чорний пішак · f3 чорна тура · d2 білий пішак | a8 білий слон · d8 чорний слон · e7 білий ферзь · h7 чорний ферзь · c6 білий король · e6 білий кінь · f6 білий пішак · h6 чорний пішак · d5 білий кінь · h5 чорний пішак · e4 чорний король · g4 чорний слон · h4 біла тура · c3 білий слон · d3 чорний пішак · f3 чорна тура · d2 білий пішак | a8 білий слон · d8 чорний слон · e7 білий ферзь · h7 чорний ферзь · c6 білий король · e6 білий кінь · f6 білий пішак · h6 чорний пішак · d5 білий кінь · h5 чорний пішак · e4 чорний король · g4 чорний слон · h4 біла тура · c3 білий слон · d3 чорний пішак · f3 чорна тура · d2 білий пішак | a8 білий слон · d8 чорний слон · e7 білий ферзь · h7 чорний ферзь · c6 білий король · e6 білий кінь · f6 білий пішак · h6 чорний пішак · d5 білий кінь · h5 чорний пішак · e4 чорний король · g4 чорний слон · h4 біла тура · c3 білий слон · d3 чорний пішак · f3 чорна тура · d2 білий пішак | a8 білий слон · d8 чорний слон · e7 білий ферзь · h7 чорний ферзь · c6 білий король · e6 білий кінь · f6 білий пішак · h6 чорний пішак · d5 білий кінь · h5 чорний пішак · e4 чорний король · g4 чорний слон · h4 біла тура · c3 білий слон · d3 чорний пішак · f3 чорна тура · d2 білий пішак | a8 білий слон · d8 чорний слон · e7 білий ферзь · h7 чорний ферзь · c6 білий король · e6 білий кінь · f6 білий пішак · h6 чорний пішак · d5 білий кінь · h5 чорний пішак · e4 чорний король · g4 чорний слон · h4 біла тура · c3 білий слон · d3 чорний пішак · f3 чорна тура · d2 білий пішак | 2 |
| 1 | a8 білий слон · d8 чорний слон · e7 білий ферзь · h7 чорний ферзь · c6 білий король · e6 білий кінь · f6 білий пішак · h6 чорний пішак · d5 білий кінь · h5 чорний пішак · e4 чорний король · g4 чорний слон · h4 біла тура · c3 білий слон · d3 чорний пішак · f3 чорна тура · d2 білий пішак | a8 білий слон · d8 чорний слон · e7 білий ферзь · h7 чорний ферзь · c6 білий король · e6 білий кінь · f6 білий пішак · h6 чорний пішак · d5 білий кінь · h5 чорний пішак · e4 чорний король · g4 чорний слон · h4 біла тура · c3 білий слон · d3 чорний пішак · f3 чорна тура · d2 білий пішак | a8 білий слон · d8 чорний слон · e7 білий ферзь · h7 чорний ферзь · c6 білий король · e6 білий кінь · f6 білий пішак · h6 чорний пішак · d5 білий кінь · h5 чорний пішак · e4 чорний король · g4 чорний слон · h4 біла тура · c3 білий слон · d3 чорний пішак · f3 чорна тура · d2 білий пішак | a8 білий слон · d8 чорний слон · e7 білий ферзь · h7 чорний ферзь · c6 білий король · e6 білий кінь · f6 білий пішак · h6 чорний пішак · d5 білий кінь · h5 чорний пішак · e4 чорний король · g4 чорний слон · h4 біла тура · c3 білий слон · d3 чорний пішак · f3 чорна тура · d2 білий пішак | a8 білий слон · d8 чорний слон · e7 білий ферзь · h7 чорний ферзь · c6 білий король · e6 білий кінь · f6 білий пішак · h6 чорний пішак · d5 білий кінь · h5 чорний пішак · e4 чорний король · g4 чорний слон · h4 біла тура · c3 білий слон · d3 чорний пішак · f3 чорна тура · d2 білий пішак | a8 білий слон · d8 чорний слон · e7 білий ферзь · h7 чорний ферзь · c6 білий король · e6 білий кінь · f6 білий пішак · h6 чорний пішак · d5 білий кінь · h5 чорний пішак · e4 чорний король · g4 чорний слон · h4 біла тура · c3 білий слон · d3 чорний пішак · f3 чорна тура · d2 білий пішак | a8 білий слон · d8 чорний слон · e7 білий ферзь · h7 чорний ферзь · c6 білий король · e6 білий кінь · f6 білий пішак · h6 чорний пішак · d5 білий кінь · h5 чорний пішак · e4 чорний король · g4 чорний слон · h4 біла тура · c3 білий слон · d3 чорний пішак · f3 чорна тура · d2 білий пішак | a8 білий слон · d8 чорний слон · e7 білий ферзь · h7 чорний ферзь · c6 білий король · e6 білий кінь · f6 білий пішак · h6 чорний пішак · d5 білий кінь · h5 чорний пішак · e4 чорний король · g4 чорний слон · h4 біла тура · c3 білий слон · d3 чорний пішак · f3 чорна тура · d2 білий пішак | 1 |
|   | a | b | c | d | e | f | g | h |   |

FEN: B2b4/4Q2q/2K1NP1p/3N3p/4k1bR/2Bp1r2/3P4/8

1. Kd7! ~ 2. Se3#
1. ... Tf5 2. Sg5#
1. ... Df5 2. Db4#
- — - — - — -
1. ... Kf5 2. Dh7#

Розв'язком задачі є вступний хід білого короля. Створюючи батарейну загрозу, білий король іде під зв'язку, в результаті чого зв'язуються дві білі фігури — ферзь і кінь, які по черзі у двох варіантах гри розв'язуються і оголошують мати.